# Tmutarakan
Tmutarakan (em russo antigo: Тъмуторокань, T'mutorokan, do túrquico reconstituído: Taman-Tarkan - "a cidade do Tarkan Taman", em russo:  Тмутаракань) foi uma cidade medieval, identificada com camadas medievais do assentamento no delta do rio Kuban, no território da atual vila de Taman, no Krai de Krasnodar. Na antiguidade, a cidade greco-sindiana de Hermonassa estava localizada no local de Tmutarakan.